# Chief Secretary's Lodge

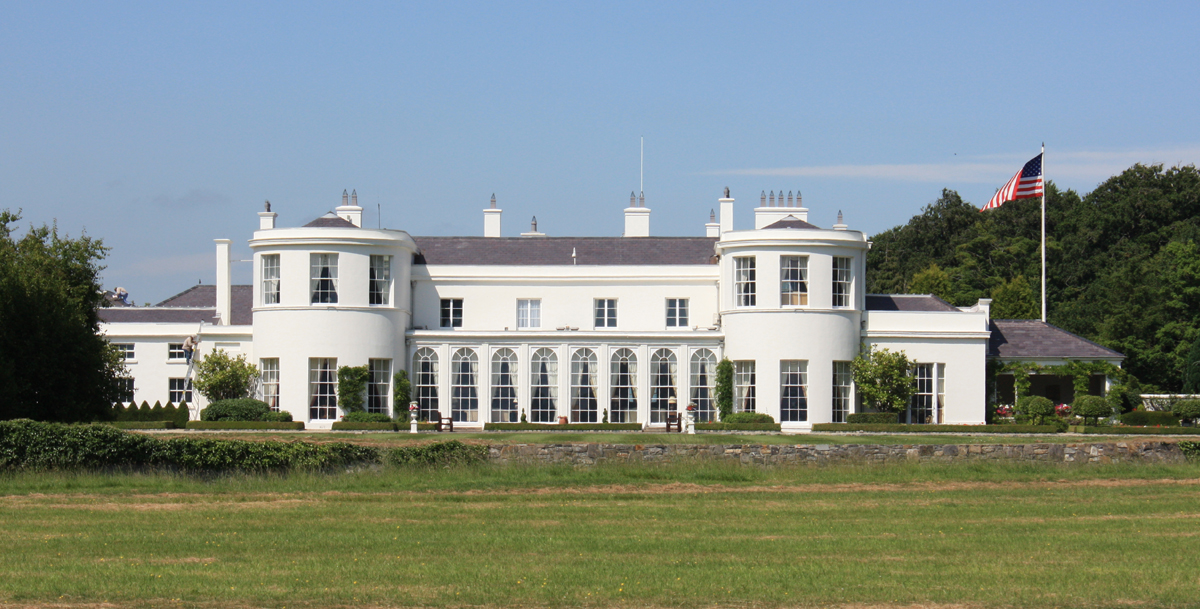
O Chief Secretary's Lodge nas suas actuais funções como residência do Embaixador dos Estados Unidos na Irlanda.

O Chief Secretary's Lodge (em irlandês: Lóisteáil na Phríomh-Rúnaí; em português: Pavilhão do Chefe de Secretaria), conhecido desde a década de 1970 como Deerfield, é a residência oficial do Embaixador dos Estados Unidos na Irlanda. O pavilhão é um edifício setecentista situado no centro do Phoenix Park, em Dublin. Foi construído originalmente por Sir John Blaquiere, 1º Barão de Blaquiere, então Chefe de Secretaria da Irlanda (Chief Secretary for Ireland), tendo-se tornado na residência oficial em Dublin do Chefe de Secretaria no final do século XVIII, função que desempenhou até à abolição do cargo, em 1922. O Chefe de Secretaria, número dois na hierarquia da administração do Lorde-tenente da Irlanda (Lord Lieutenant of Ireland), desempenhava um papel equivalente ao de primeiro-ministro naquela administração.
Depois do estabelecimento do Estado Livre Irlandês foram considerados vários usos possíveis para a residência vazia no Phoenix Park, desde a venda à demolição de forma a tornar o Chief Secretary's Lodge numa residência para o Presiednte do Conselho Executivo (primeiro-ministro). A última sugestão, feita pelo Ministro das Finanças, Ernest Blythe, foi rejeitada pelo então presidente, W. T. Cosgrave.
Em meados da década de 1920, foram feitos planos para mudar o Governador-Geral do Estado Livre da Irlanda, Timothy Michael Healy, do Viceregal Lodge, a sua grande e dispendiosa residência oficial, para o mais pequeno Chief Secretary's Lodge, do outro lado da rua. Healy, no entanto, expressou o desejo de, a ter mesmo de mudar-se, essa mudança devia ser para a sua residência privada na aldeia de Chapelizod. Acreditando que a casa de Healy estava demasiado exposta e apresentava riscos de segurança, o Conselho Executivo do Estado Livre Irlandês optou por manter Healy no Viceregal Lodge. Em vez disso, o Chief Secretary's Lodge foi arrendado por dez anos ao Governo dos Estados Unidos, para se tornar simultaneamente em residência do embaixador e embaixada.
Em Janeiro de 1938, com o arrendamento americano a chegar ao fim, o Governo irlandês decidiu fazer do Chief Secretary's Lodge a residência oficial do Presidente da Irlanda. A decisão foi revogada quando um relatório do Gabinete de Obras Públicas (Office of Public Works) avisou o Taoiseach (primeiro-ministo), Eamon de Valera, que o edifício não tinha, estruturalmente, isolamento sonoro e que necessitaria de obras de recuperação dispendiosas, de forma que não estaria concluído a tempo para a planeada entrada em funções presidencial, prevista para Junho. O Presidente foi mais tarde instalado no vizinho Viceregal Lodge, o qual se encontrava vago. O edifício voltou a ser arrendado ao Governo dos E.U.A. A embaixada foi mudada mais tarde para um edifício construído propositadamente, ficando este palácio unicamente como residência do embaixador.
Na década de 1970 foi dado ao palácio o nome de Deerfield pela esposa do então embaixador norte-americano, em referência ao grande número de cervídeos que vagueavam no parque aberto em volta do edifício.
Tem sido periodicamente sugerido que o palácio devia tornar-se na residência oficial do Taoiseach. No entanto, permanece por enquanto como residência do embaixador dos E.U.A. na Irlanda. Os presidentes John F. Kennedy, Richard Nixon e Bill Clinton estiveram, todos eles, instalados ali durante as suas visitas irlandesas. O presidente Ronald Reagan ficou algures noutro lugar.
Em 2005, a ideia de tornar o Chief Secretary's Lodge numa residência do taoiseach parecia ter sido abandonada, quando o Gabinete de Obra Públicas permitiu a elaboração de planos para tornar a antiga residência dos guardas florestais existente nos campos do Farmleigh, o palácio destinado aos visitantes de estado, numa pequena residência para o taoiseach.